# Stollensystem Büchenberg bei Elbingerode
Koordinaten: 51° 47′ 31″ N, 10° 48′ 27″ O
Das Stollensystem Büchenberg bei Elbingerode ist ein Naturschutzgebiet in den Städten Oberharz am Brocken und Wernigerode in Sachsen-Anhalt. Es ist rund 147 Hektar groß und vollständig vom Landschaftsschutzgebiet Harz und Vorländer umgeben. Teile des Schutzgebietes gehören zum rund 160 Hektar großen, gleichnamigen FFH-Gebiet.
Das Naturschutzgebiet mit dem Kennzeichen NSG 0392 steht seit dem 21. September 2012 unter Schutz. Zuständige untere Naturschutzbehörde ist der Landkreis Harz.

## Lage
Das Naturschutzgebiet liegt nördlich von Elbingerode in einem bergbaulich geprägten Areal im Naturpark Harz/Sachsen-Anhalt. Es grenzt im Nordosten an die Bundesstraße 244.

## Beschreibung

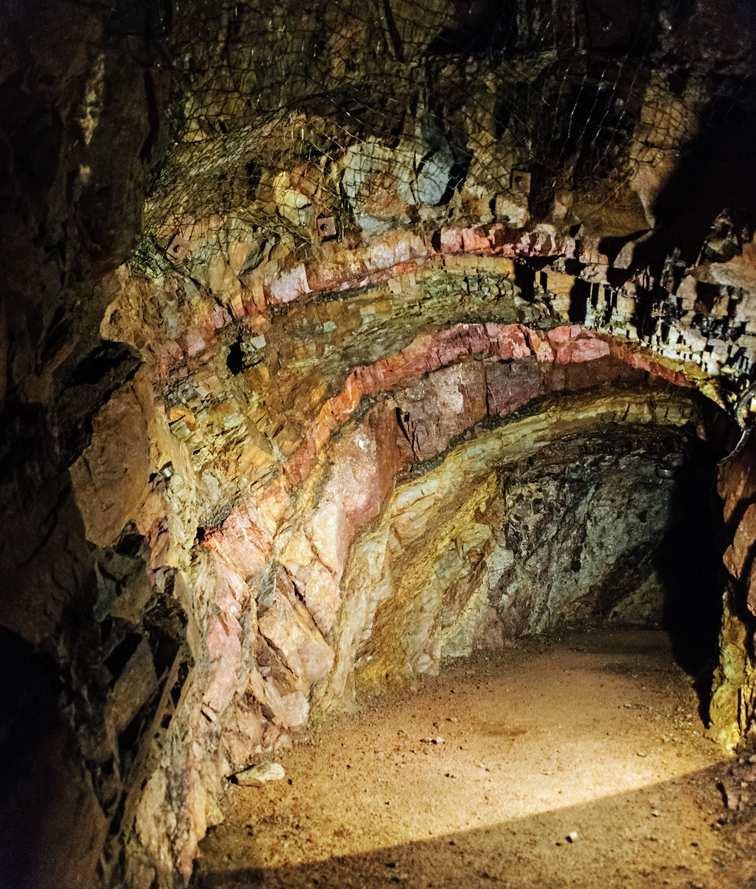
Gesteinsschichten im Berg

Durch den vom späten Mittelalter bis in die 1970er-Jahre währenden Bergbau entstand untertage ein umfangreiches Hohlraumsystem, das durch Mundlöcher und Schächte vielfach Verbindung zur Oberfläche besitzt. Das Gebiet ist mit Pingen, Halden und Verbrüchen sowie sekundären, aber naturnahen Felsflur- und Blockschuttlebensräumen reich strukturiert. Das Gebiet hat auch eine montangeschichtliche Bedeutung.

## Flora
Große Bereiche des Gebietes werden von Waldgesellschaften eingenommen, darunter lichte und strukturreiche Vorwälder, sekundäre Blockschuttwälder, Schlucht- und Hangmischwälder sowie naturnahe Buchen- und Bachauenwälder insbesondere im Bolmketal im Nordosten des Schutzgebietes. Die Buchenwälder sind als Hainsimsen- und Waldmeister-Buchenwald ausgeprägt. Die Auenwälder werden insbesondere von Schwarzerle und Gemeiner Esche geprägt. Daneben sind Bergmähwiesen, montane Feucht- und Nasswiesen und bachbegleitende Hochstaudenfluren zu finden.

## Fauna
Das Naturschutzgebiet hat große Bedeutung für verschiedene Fledermäuse, welche die Stollen als Winter- und Schwärmquartier nutzen. So sind hier Großes Mausohr, Großer Abendsegler, Nordfledermaus, Wasserfledermaus, Große Bartfledermaus, Fransenfledermaus, Mopsfledermaus, Braunes Langohr und Kleine Bartfledermaus heimisch. Weiterhin ist das Gebiet Lebensraum für Wildkatze und Uhu.